# 駐日パラオ大使館

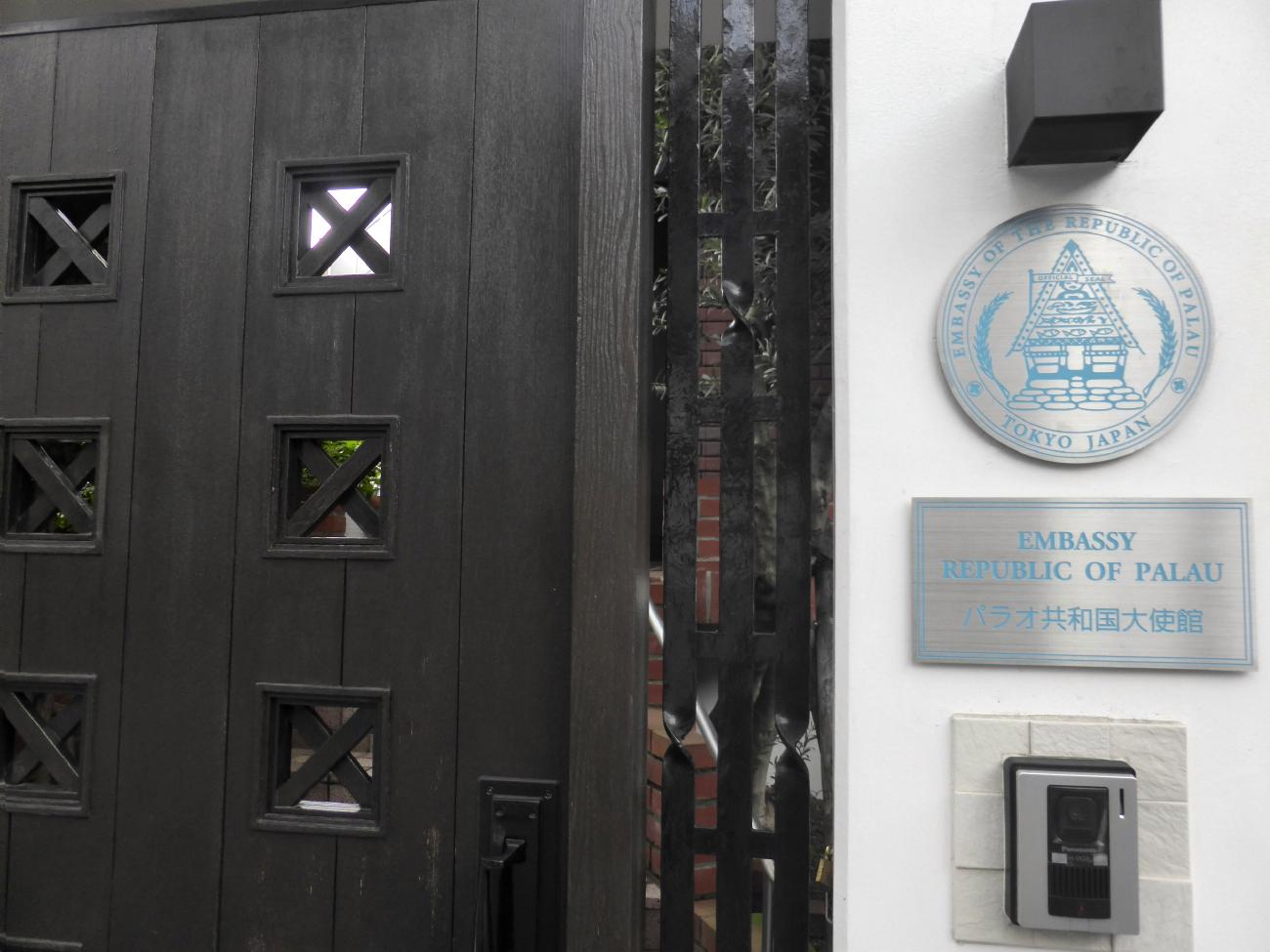
パラオ大使館表札

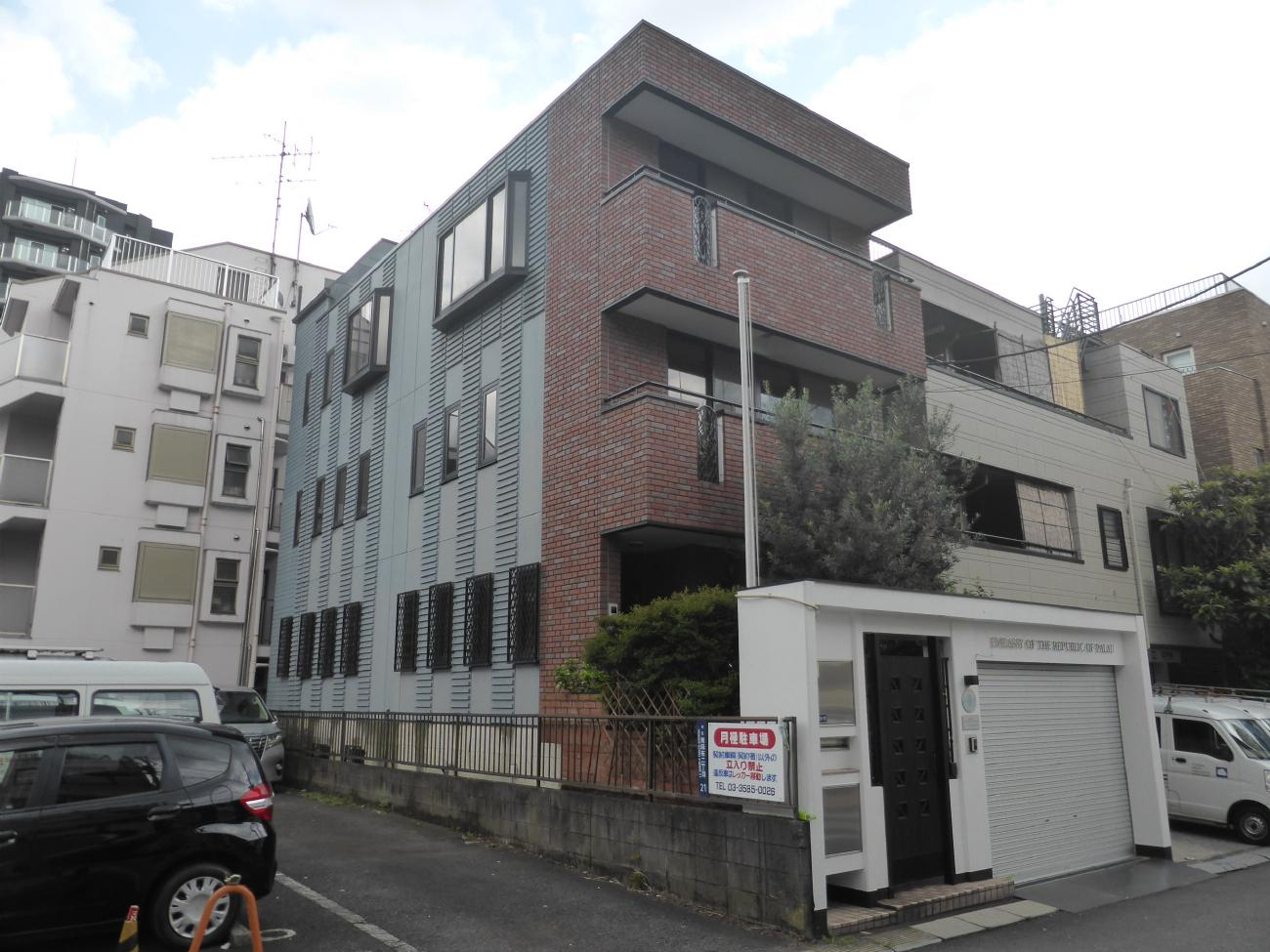
パラオ大使館側面

駐日パラオ大使館（英語: Embassy of Palau in Japan）は、パラオが日本の首都東京に設置している大使館である。在東京パラオ大使館（英語: Embassy of Palau in Tokyo）とも。
1994年10月1日、太平洋諸島信託統治領パラオがアメリカ合衆国から独立、同日に日本がパラオを主権国家として承認。同年11月2日に両国間の外交関係が樹立され、1999年1月29日に大使館が開設された。

## 所在地
2017年7月31日より、下記の住所で運営されている。旧住所は「東京都新宿区片町1-1-201」であった。
| 日本語   | 〒106-0044 東京都港区東麻布2-21-11                |
| 英語     | 2-21-11, Higashi-azabu, Minato-ku, Tokyo 106-0044 |
| アクセス | 都営大江戸線 赤羽橋駅中之橋口                     |

## 大使
2022年6月7日より、ピーター・アデルバイが特命全権大使を務めている。